# Nomes dos gregos
Os gregos são conhecidos por diversos nomes, tanto por eles próprios quanto por outros povos. O etnônimo mais comumente utilizado é helenos (em grego:  Έλληνες), de onde também se origina o termo Elohim (Deus criador).[carece de fontes?]
Em Homero, "Hélade" (Eλλάς) e "helenos" eram nomes de uma tribo na Tessália, que seguiu Aquiles durante a Guerra de Troia. Na Antiguidade Tardia os gregos referiam-se a si próprios como Rhomaioi (Ῥωμαῖοι)  ou Romyym (Ρωμιοί), "romanos", já que após 212 d.M. praticamente todos os gregos eram cidadãos romanos. Após o estabelecimento do cristianismo como religião oficial do Império Romano, com Teodósio I, o termo "heleno" passou a ser aplicado aos seguidores da religião politeísta ("pagã"). Os europeus ocidentais usava o termo "grego", os Hebreus usavam o termo Yevanym (em hebraico:  יונים) e os persas e turcomanos o termo Yunans (os dois últimos vêm de Iônicos). Uma forma única é usada no georgiano, berdzeni (ბერძენი), provavelmente derivado da palavra georgiana para "sábio".

## Nomes da Grécia
Na maior parte das línguas europeias (e dos idiomas cujo termo para se referir à Grécia veio destas línguas) utilizam nomes que vêm do latim Graecia e Graecus ("grego").
| - alemão: Griechenland - catalão: Grècia - croata: Grčka - espanhol: Grecia - francês: Grèce - inglês: Greece - italiano: Grecia - português: Grécia - neerlandês: Griekenland - frísio ocidental: Grikelân - africâner: Griekeland - polonês: Grecja - dinamarquês: Grækenland | - maltês: Greċja - sueco: Grekland - islandês: Grikkland - finlandês: Kreikka - estoniano: Kreeka - albanês: Greqia - romeno: Grecia - húngaro: Görögország - eslovaco: Grécko - esloveno: Grčija - letão: Grieķija - lituano: Graikija - filipino: Gresya | - córnico: Pow Grek - galês: Groeg - irlandês: An Ghréig - russo: Греция (Gretsia) - bielorrusso: Grčka - ucraniano: Греція (Hretsiia) - sérvio: Грчка / Grčka - tcheco: Řecko - búlgaro: Гърция (Gǎrcija) - macedônio: Грција (Grcija) - japonês: ギリシャ (Girisha) - khmer: ក្រិច (Krech) - basco: Grezia - coreano: 그리스 (Geuriseu) |

Nas línguas faladas no Oriente Médio e da Ásia Meridional, a raiz comum do nome utilizado é "yun" ou "ywn", que por sua vez vem do grego "Jônia", Iônia, nome dado à região habitada pelos gregos na Ásia Menor.
| - árabe: يونان (Yūnān) - aramaico: ܝܘܢ ou יון (Yawān, Yawon) - armênio: Հունաստան (Hounastan) - azeri: Yunanıstan - hindi: यूनान (Yūnān) | - hebraico bíblico: יָוָן (Yāwān) - hebraico moderno: יוון (Yavan) - Bíblia King James: Javan - indonésio: Yunani - curdo: Yewnanistan | - laz: Yonaneti-Xorumona (ხორუმონა) - nepalês: यूनान (Yūnān) - persa: یونان (Yūnān) - sânscrito: यवन (Yavana) - tajique: Юнон (Yunon) - turco: Yunanistan |

A terceira raiz a ser utilizada é "hl", usada por alguns idiomas ao redor do mundo, incluindo os próprios gregos:
| - grego: Hellas ou Hellada - politônico: Ἑλλάς ou Ἑλλάδα - monotônico: Ελλάς ou Ελλάδα | - norueguês: Hellas - vietnamita: Hy Lạp | - chinês: 希臘(T) / 希腊(S) (pinyin: Xīlà; jyutping: hei1 laap6) |

No georgiano, a raiz usada para se referir aos gregos é "-berdz-" (que vem da palavra "sabedoria"); Grécia é "Saberdzneti".
No tchetcheno o nome usado é Джелтимохк (Džieltimohk).

## Aqueus (Αχαιοί)
A tradição cultural grega teve uma continuidade de séculos, e sempre foi centrada naqueles suficientemente ricos e alfabetizados para ter produzido uma literatura e a ter preservado. Sua definição caracterizava aqueles que eram, de diversas maneiras, semelhantes a eles próprios, seja por descendência, fala, cultura ou religião. Na prosa mais antiga a ter sobrevivido até os dias de hoje, que data do século V a.C., é feita uma distinção grande entre os gregos (que são chamados de helenos) e o resto da humanidade; exatamente quem é incluído dentro deste grupo, no entanto, varia de acordo com a data, o observador, e o seu propósito.
As evidências anteriores a este período mostram muito menos traços de uma distinção entre os gregos e o resto da humanidade. Os exemplos existentes da Linear B são registros de inventórios, e não discutem a questão da etnicidade; a Teogonia de Hesíodo é uma grande árvore genealógica, que inclui deuses, homens e monstros, persas, latinos e etruscos.
Na Ilíada de Homero as forças aliadas gregas são descritas sob três diferentes nomes, frequentemente usados de maneira alternada: os argivos (em grego: Argeioi, Αργείοι; usado 29 vezes na Ilíada), dânaos (Δαναοί, usado 138 vezes) e aqueus (Αχαιοί, usado 598 vezes). Argivos é uma referência à capital original dos aqueus, Argos; Dânaos é atribuído a um personagem mitológico grego, irmão gêmeo de Egito e filho de Anquínoe e Belo.